# Skam
SKAM (Nederlands: Schaamte) is een Noors tienerdrama internetreeks over het dagelijkse leven van tieners op de Hartvig Nissen School in Oslo. De reeks liep van 25 september 2015 tot en met 24 juni 2017 en werd geproduceerd door NRK P3, dat deel uitmaakt van de Noorse publieke omroep NRK. Skam ondervond zoveel succes, dat de reeks werd doorverkocht aan andere landen voor reproducties.

## Concept
Door de week heen werden er elke dag in real-time video’s of social media-berichten gepost op de website van NRK. Aan het einde van elke week (vrijdag) werden die losse updates gebundeld tot één aflevering. In ieder seizoen van Skam wordt er een ander personage gevolgd en de serie focust zich op een aantal thema’s zoal vriendschap, relatieproblemen, identiteit, eetstoornissen, seksueel misbruik, homoseksualiteit, mentale gezondheidsproblemen, religie en verboden liefde.

## Personages
Hieronder volgt een (onvolledige) lijst van personages uit Skam.

### Hoofdpersonages
- Eva Kviig Mohn door: Lisa Teige (seizoen 1)
- Noora Amalie Sætre door: Josefine Frida Pettersen (seizoen 2)
- Isak Valtersen door: Tarjei Sandvik Moe (seizoen 3)
- Sana Bakkoush door: Iman Meskini 3 (seizoen 4)

### Nevenpersonages
- Jonas Noah Vasquez door: Marlon Langeland 3
- Vilde Hellerud Lien door: Ulrikke Falch 3
- Christina "Chris" Berg door: Ina Svenningdal 3
- Christoffer "Penetrator-Chris" Schistad door: Herman Tømmeraas 3
- Ingrid Theis Gaupseth door: Cecilie Martinsen
- Sara Nørstelien door: Kristina Ødegaard
- Magnus Fossbakken door: David Alexander Sjøholt 1
- William Magnusson door: Thomas Hayes 3
- Eskild Tryggvasson door: Carl Martin Eggesbø 3
- Linn Larsen Hansen door: Rakel Øfsti Nesje 3
- Even Bech Næsheim door: Henrik Holm 3
- Mahdi Disi door: Sacha Kleber Nyiligira
- Emma W. Larzen door: Ruby Dagnall
- Mikael Øverlie Boukhal door: Yousef Hjelde Elmofty 2
- Yousef Acar door: Cengiz Al
- Elias Bakkoush door: Simo Mohamed Elhbabi
- Adam Malik door: Adam Ezzari
- Mutasim Tatouti door: Mutasim Billah

1In seizoen 1 stond David Alexander Sjøholt in de aftiteling als een personage genaamd David, maar zijn naam werd nooit vermeld in de show. Dit kan het personage Magnus zijn of Sjøholt speelde een andere student. Hij treedt ook op in de laatste aflevering van seizoen twee, zonder in de aftiteling vermeld te staan.
2In seizoen drie, treedt Mikael op in een video van Even die Isak op het internet vindt, zonder in de aftiteling vermeld te worden.
3In de laatste aflevering van seizoen vier verandert het hoofdpersonage in elke clip. Vilde, Penetrator-Chris, Jonas, Chris, Even, William, Eskild en Linn hebben een clip waarin zij het hoofdpersonage zijn.

## Afleveringen
Hieronder volgt een overzicht van de vier seizoenen, uitgezonden van 2015 tot en met 2017.

### Seizoen 1
Dit eerste seizoen liep van dinsdag 22 september 2015 – met een eerste aflevering op 25 september- tot en met 11 december 2015. Dit seizoen bestaat uit 11 afleveringen en het hoofdpersonage is Eva Mohn. Het verhaal gaat over haar moeilijke relatie met haar vriend Jonas en thema’s zoals eenzaamheid, identiteit en vriendschap. 
| Afl. | Titel                                                                                      | Eerste volledige uitzending | Duur    |
| ---- | ------------------------------------------------------------------------------------------ | --------------------------- | ------- |
| 1.   | "Du ser ut som en slut (Je lijkt op een slet)"                                             | 25 september 2015           | 20 min. |
| 2.   | "Jonas, dette er helt dust (Jonas, dit is echt dom)"                                       | 2 oktober 2015              | 17 min. |
| 3.   | "Vi er de største loserne på skolen (Wij zijn de grootste losers op school)"               | 9 oktober 2015              | 17 min. |
| 4.   | "Go for it din lille slut (Ga ervoor jij kleine slet)"                                     | 16 oktober 2015             | 15 min. |
| 5.   | "Hva er det som gjør deg kåt? (Waar word jij geil van?)"                                   | 23 oktober 2015             | 19 min. |
| 6.   | "Man vet når gutter lyver (Je weet dat jongens goede leugenaars zijn)"                     | 30 oktober 2015             | 23 min. |
| 7.   | "Tenker alltid det er meg det er noe gale med (Ik denk altijd dat er iets mis is met mij)" | 13 november 2015            | 20 min. |
| 8.   | "Hele skolen hater meg (De hele school haat mij)"                                          | 20 november 2015            | 24 min. |
| 9.   | "Man er det man gjør (Je bent wat je doet)"                                                | 27 november 2015            | 21 min. |
| 10.  | "Jeg tenker du har blitt helt psyko (Ik denk dat je echt gek geworden bent)"               | 4 december 2015             | 21 min. |
| 11.  | "Et jævlig dumt valg (Echt een domme keuze)"                                               | 11 december 2015            | 35 min. |

### Seizoen 2
De eerste clip van het tweede seizoen verscheen op 29 februari 2016. Het seizoen telt 12 afleveringen en volgt het verhaal van Noora Amalie Sætre. Het verhaal gaat over haar relatie met William en thema’s zoals vriendschap, feminisme, eetstoornis, zelfbeeld, geweld, seksueel misbruik en de vluchtelingencrisis. 
| Afl. | Titel                                                                                           | Eerste volledige uitzending | Duur    |
| ---- | ----------------------------------------------------------------------------------------------- | --------------------------- | ------- |
| 1.   | "Om du bare hadde holdt det du lovet (Als je uw beloftes maar eens hield)"                      | 4 maart 2016                | 26 min. |
| 2.   | "Du lyver til en venninne og skylder på meg (Je liegt tegen een vriend en geeft mij de schuld)" | 11 maart 2016               | 26 min. |
| 3.   | "Er det noe du skjuler for oss? (Verberg je iets voor ons?)"                                    | 18 maart 2016               | 36 min. |
| 4.   | "Jeg visste det var noe rart med henne (Ik wist dat er iets vreemd was aan haar)"               | 25 maart 2016               | 29 min. |
| 5.   | "Jeg er i hvert fall ikke sjalu (Ik ben in elk geval niet jaloers)"                             | 1 april 2016                | 32 min. |
| 6.   | "Jeg vil ikke bli beskytta (Ik wil niet beschermd worden)"                                      | 22 april 2016               | 24 min. |
| 7.   | "Noora, du trenger pikk (Noora, je hebt een lul nodig)"                                         | 29 april 2016               | 24 min. |
| 8.   | "Du tenker bare på William (Je denkt enkel aan William)"                                        | 6 mei 2016                  | 41 min. |
| 9.   | "Jeg savner deg så jævlig (Ik mis je zo ontzettend hard)"                                       | 13 mei 2016                 | 22 min. |
| 10.  | "Jeg skal forklare alt (Ik zal alles uitleggen)"                                                | 20 mei 2016                 | 49 min. |
| 11.  | "Husker du seriøst ingenting? (Herinner je je echt niets?)"                                     | 27 mei 2016                 | 30 min. |
| 12.  | "Vil du flytte sammen med meg? (Wil je met me samenwonen?)"                                     | 3 juni 2016                 | 50 min. |

### Seizoen 3
Het derde seizoen werd uitgezonden van 2 oktober 2016 tot en met 16 december 2016. Dit seizoen, bestaande uit 10 afleveringen volgde als hoofdpersonage Isak Valtersen. Het verhaal gaat over Isaks ontluikende liefde met Even Bech Næsheim en is vooral een coming-out verhaal met thema’s zoals seksuele identiteit, homoseksualiteit, authenticiteit, mentale gezondheidsproblemen, religie en vriendschap.
| Afl. | Titel | Eerste volledige uitzending | Duur    |
| ---- | --- | --------------------------- | ------- |
| 1.   | "Lykke til, Isak (Veel succes, Isak)" | 7 oktober 2016              | 27 min. |
| 2.   | "Du er over 18, sant? (Jij bent ouder dan 18, toch?)"                                                                                    | 14 oktober 2016             | 26 min. |
| 3.   | "Nå bånder dere i overkant mye"/"Hun er på (Je smeedt te snel vriendschappen/Zij is klaar)"                                              | 21 oktober 2016             | 22 min. |
| 4.   | "Keen på å bade"/"Da vorser vi sammen? (Ik heb zin om te zwemmen/Dan gaan we samen voordrinken?)"                                        | 28 oktober 2016             | 20 min. |
| 5.   | "Samme tid et helt annet sted"/"Kan jeg bli her med deg for altid? (Zelfde tijd, andere plaats/Kan ik hier voor altijd bij je blijven?)" | 4 november 2016             | 30 min. |
| 6.   | "Escobar season"/"Kan du ikke bare si det? (Escobar seizoen/Kan je het niet gewoon zeggen?)"                                             | 18 november 2016            | 19 min. |
| 7.   | "Er du homo? (Ben jij homo?)" | 25 november 2016            | 23 min. |
| 8.   | "Mannen i mitt liv"/"Drit i å ringe Isak (De man van mijn dromen/Hou op met bellen Isak)"                                                | 2 december 2016             | 30 min. |
| 9.   | "Det går over"/"Velkommen til mobilsvar (Het gaat wel over/Welkom bij voicemail)"                                                        | 9 december 2016             | 18 min. |
| 10.  | "Minutt for minutt"/"Jeg så deg første skoledag (Minuut per minuut/Ik zag je op de eerste schooldag)"                                    | 16 december 2016            | 33 min. |

NRK TV en NRK P3 gebruikten alternatieve titels voor 7 afleveringen van seizoen 3.

### Seizoen 4
Het vierde seizoen werd gelanceerd op 10 april 2017 en telde 10 afleveringen. Dit seizoen volgt het verhaal van Sana Bakkoush. Het verhaal handelt over thema’s zoals religie, de Islam, verboden liefde, vriendschap, cyberpesten en de Noorse Russ.
| Afl. | Titel                                                                            | Eerste volledige uitzending | Duur    |
| ---- | -------------------------------------------------------------------------------- | --------------------------- | ------- |
| 1.   | "Du hater å henge med oss (Je haat het om met ons rond te hangen)"               | 14 april 2017               | 25 min. |
| 2.   | "Jeg er gutt, jeg får ikke hat (Ik ben een jongen, ik krijg geen haat)"          | 21 april 2017               | 18 min. |
| 3.   | "Hva mener du om drikking? (Wat denk je over drinken?)"                          | 28 april 2017               | 28 min. |
| 4.   | "Allah hadde digget deg (Allah zou je mogen)"                                    | 5 mei 2017                  | 30 min. |
| 5.   | "Hvis du er trist er jeg trist (Als jij verdrietig bent, ben ik ook verdrietig)" | 12 mei 2017                 | 27 min. |
| 6.   | "Har du en dårlig dag? (Heb je een slechte dag?)"                                | 26 mei 2017                 | 30 min. |
| 7.   | "Vi må stå sammen (We moeten samen staan)"                                       | 2 juni 2017                 | 36 min. |
| 8.   | "De største loserne på skolen (De grootste losers op school)"                    | 9 juni 2017                 | 35 min. |
| 9.   | "Livet smiler (Het leven lacht)"                                                 | 16 juni 2017                | 48 min. |
| 10.  | "Takk for alt (Bedankt voor alles)"                                              | 24 juni 2017                | 59 min. |

## Remakes
Ondertussen zijn er 7 remakes gemaakt van SKAM. Hieronder volgt een overzicht.
- SKAM (Noorwegen) (=origineel)
- SKAM France (Frankrijk/België(Wallonië))
- DRUCK (Duitsland)
- SKAM Italia (Italië)
- SKAM Austin (Verenigde Staten)
- SKAM España (Spanje)
- Skam NL (Nederland)
- WtFOCK (België(Vlaanderen))